# Oka (Auto)
Oka (russisch Ока́) ist ein russisches Automodell, das unter den Marken KamAZ, Lada und SeAZ sowie später auch als eigene Marke vertrieben wurde. In über 20 Jahren wurden über 700.000 Exemplare dieses billigsten russischen Autos gebaut.
Von AwtoWAS (Lada) entwickelt, wurde der Oka ab 1987 zunächst im KamAZ-Lkw-Werk hergestellt. Ab 1991 hieß dessen PKW-Sparte ZMA. 1990 stieg auch SeAZ in die Produktion des Oka ein.
Der Oka ist 3,2 m lang und wiegt leer 635–645 kg. Die Zuladung beträgt 340 kg. Als Antrieb waren in den Standardversionen Zweizylinder-Viertakt-Reihenmotoren aus russischer Produktion, mit einer Leistung von 21,3 kW (29 PS) aus 650 cm³ bzw. 25,5 kW (35 PS) aus 750 cm³ Hubraum eingebaut. Die letzten Modelle wurden 2007–2008 mit einem 1,0-Liter-Dreizylindermotor aus chinesischer Fertigung (FAW) ausgeliefert. Zudem gab es eine Sportversion mit einem ukrainischen Vierzylinder-Viertakt-Reihenmotor vom Typ MeMZ-245.1 (Hubraum 1091 cm³, 49 PS).
Neben der PKW-Ausführung wurden bei VAZ und SeAZ ein Kleintransporter mit einem Laderaumvolumen von ca. 1,5 m³ und einer Zuladung von 250 kg (ohne Passagiere) und ein Pickup auf Basis des Oka hergestellt.
In den frühen 1990er-Jahren entstand bei KamAZ ein elektrischer Prototyp auf Basis des Oka. Der Wagen wurde von einem 29-kW-Elektromotor angetrieben. Die Höchstgeschwindigkeit betrug ca. 90 km/h, die Reichweite etwa 100 km. Als Speicher war ein Ni-Ca-Akkumulator aus 110 Zellen a 1,2 V mit einer Speicherkapazität von 90 Ah eingebaut.
2008 wurde die Produktion eingestellt, als Nachfolgemodell wurde der Lada Oka-2 geplant und entwickelt, dieser ging jedoch nie in Serienproduktion.
Der Oka war ursprünglich als billiges Fahrzeug für Behinderte konzipiert. Wie viele Kleinwagen der 80er Jahre wurde bei der Konstruktion mehr Wert auf eine günstige Herstellung als auf Sicherheit gelegt. Die mangelnde Karosseriefestigkeit brachte dem Oka in Russland den Ruf als „Selbstmörderauto“ ein.

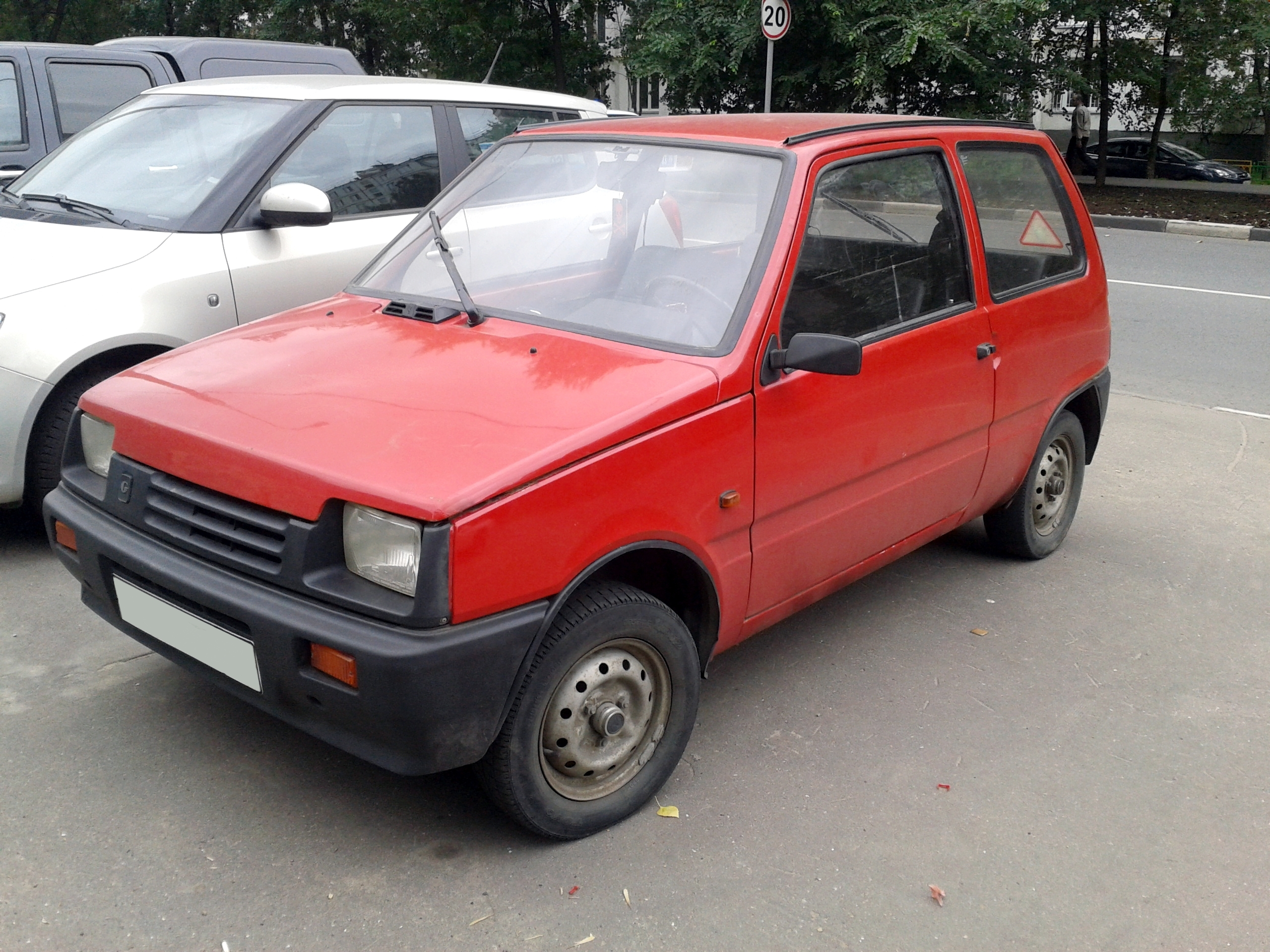
SeAZ-11116
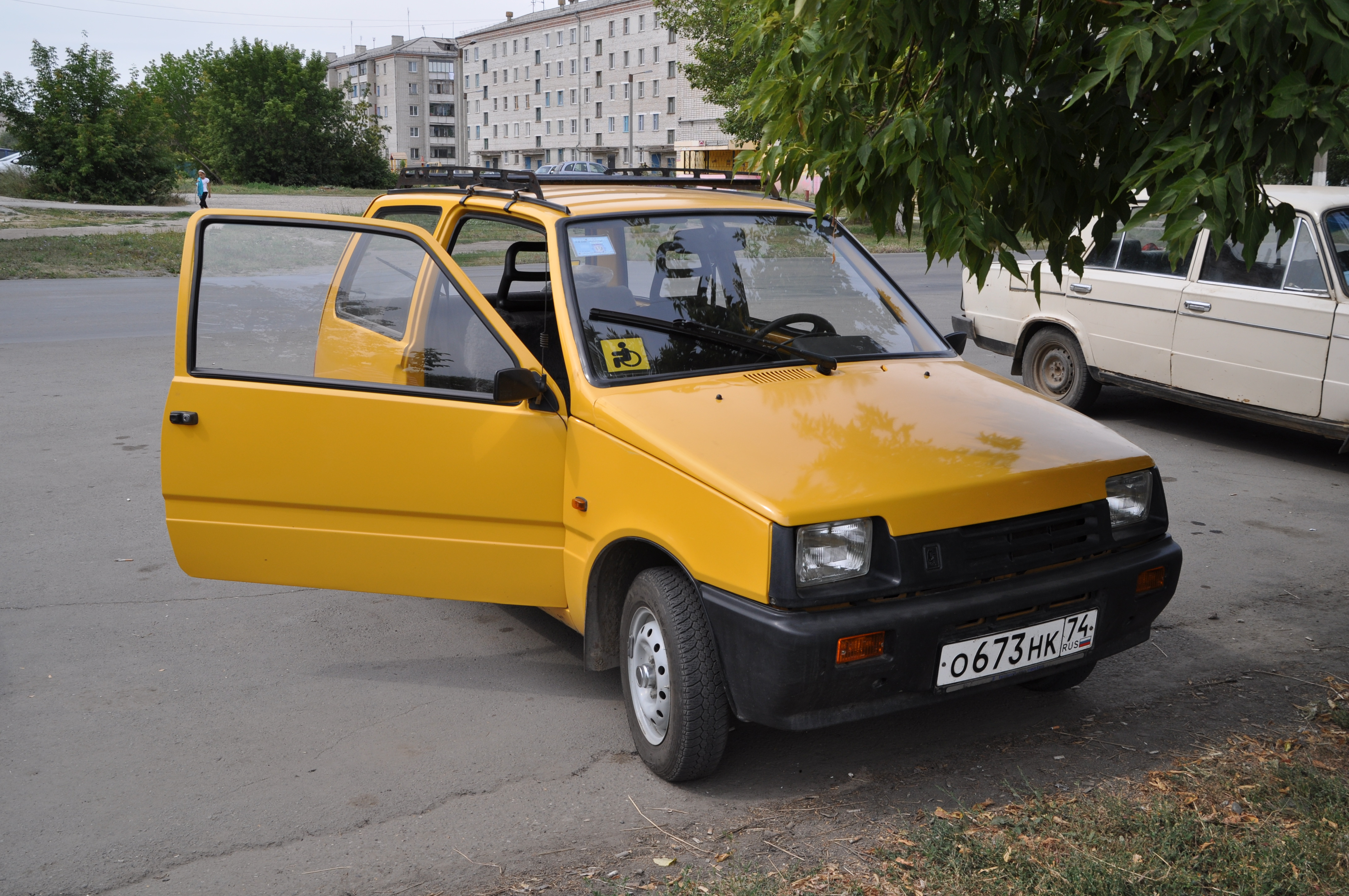
VAZ-1111 Oka
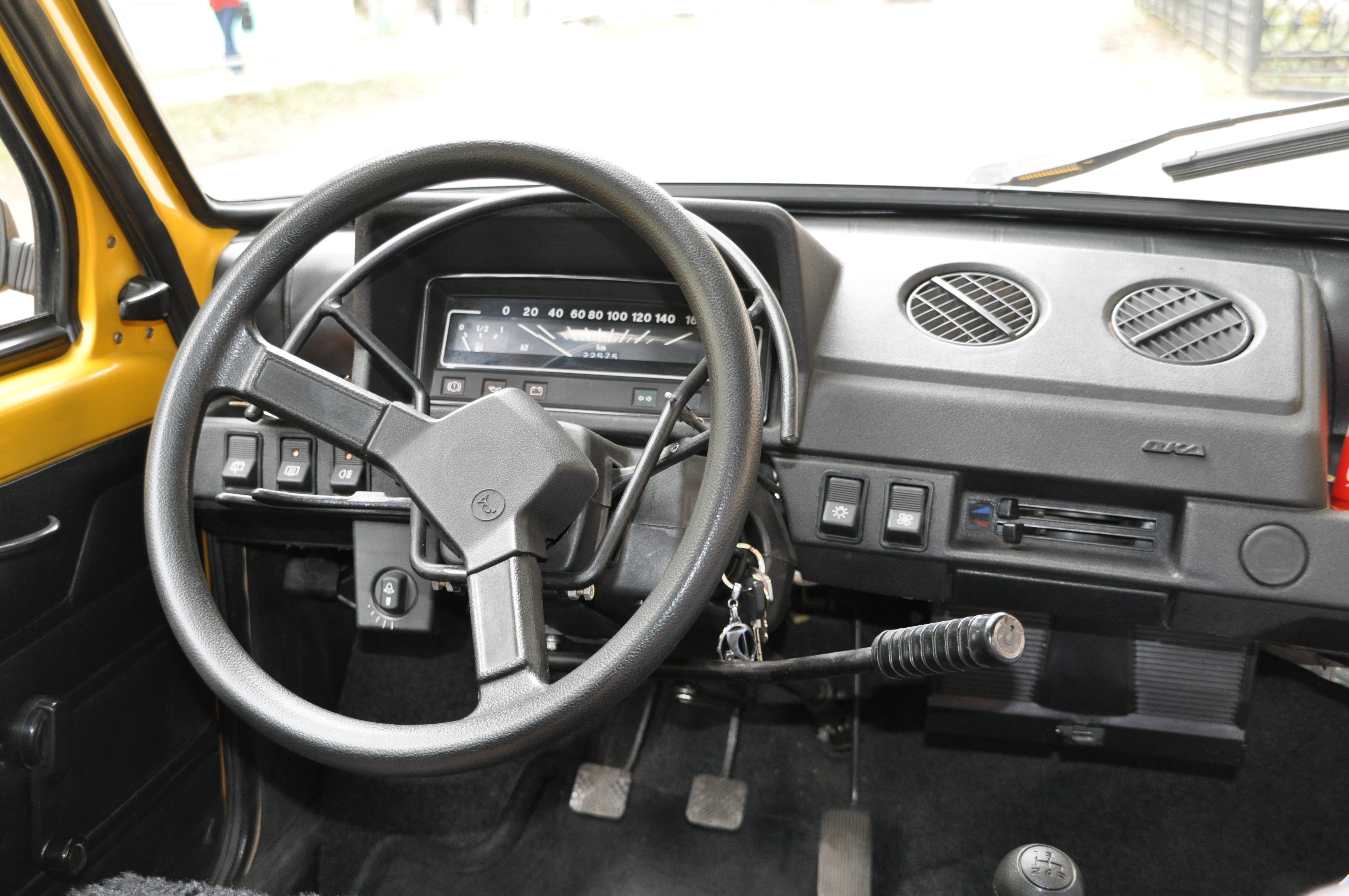
VAZ-1111 Oka (Innenraum)
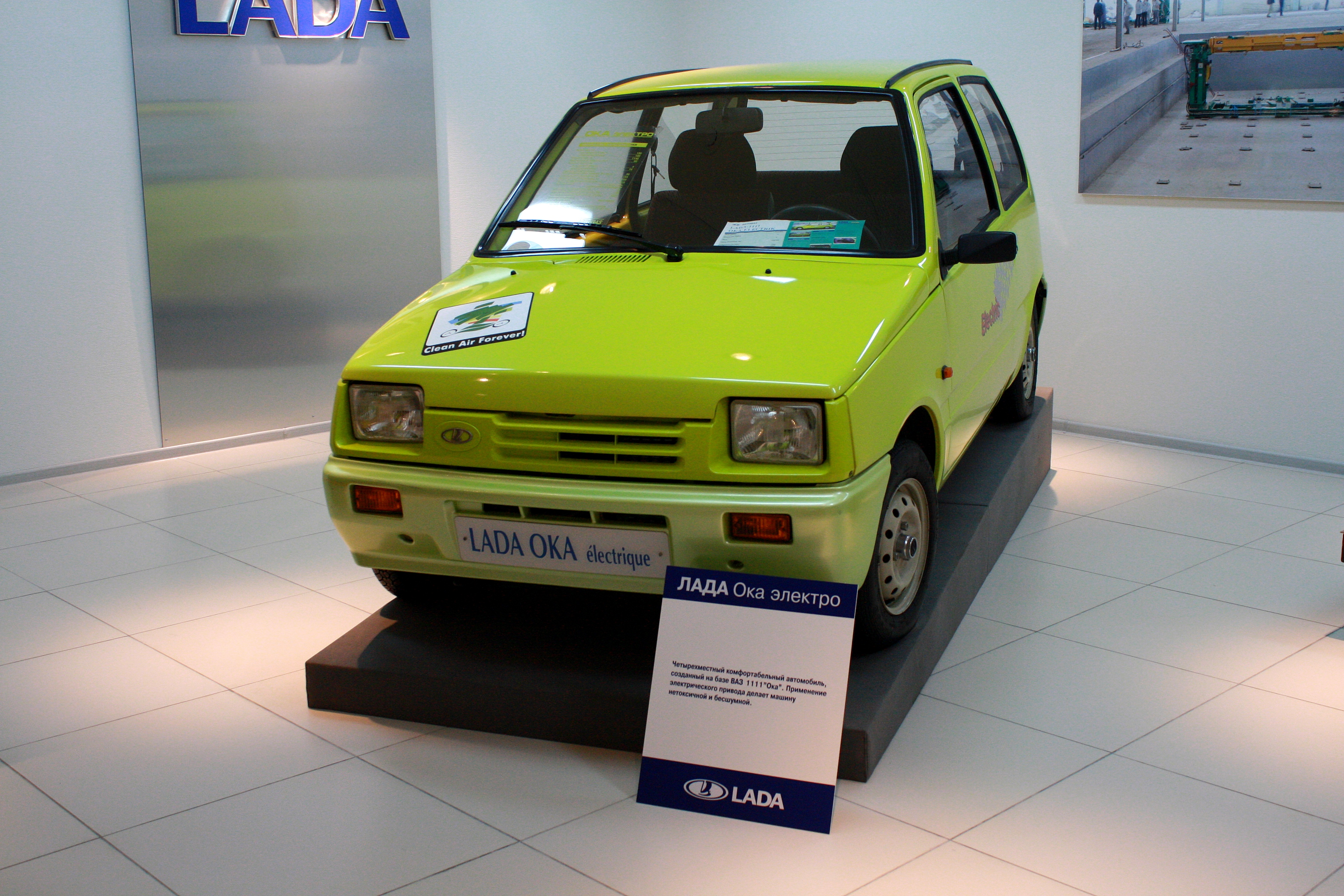
Lada Oka Electro
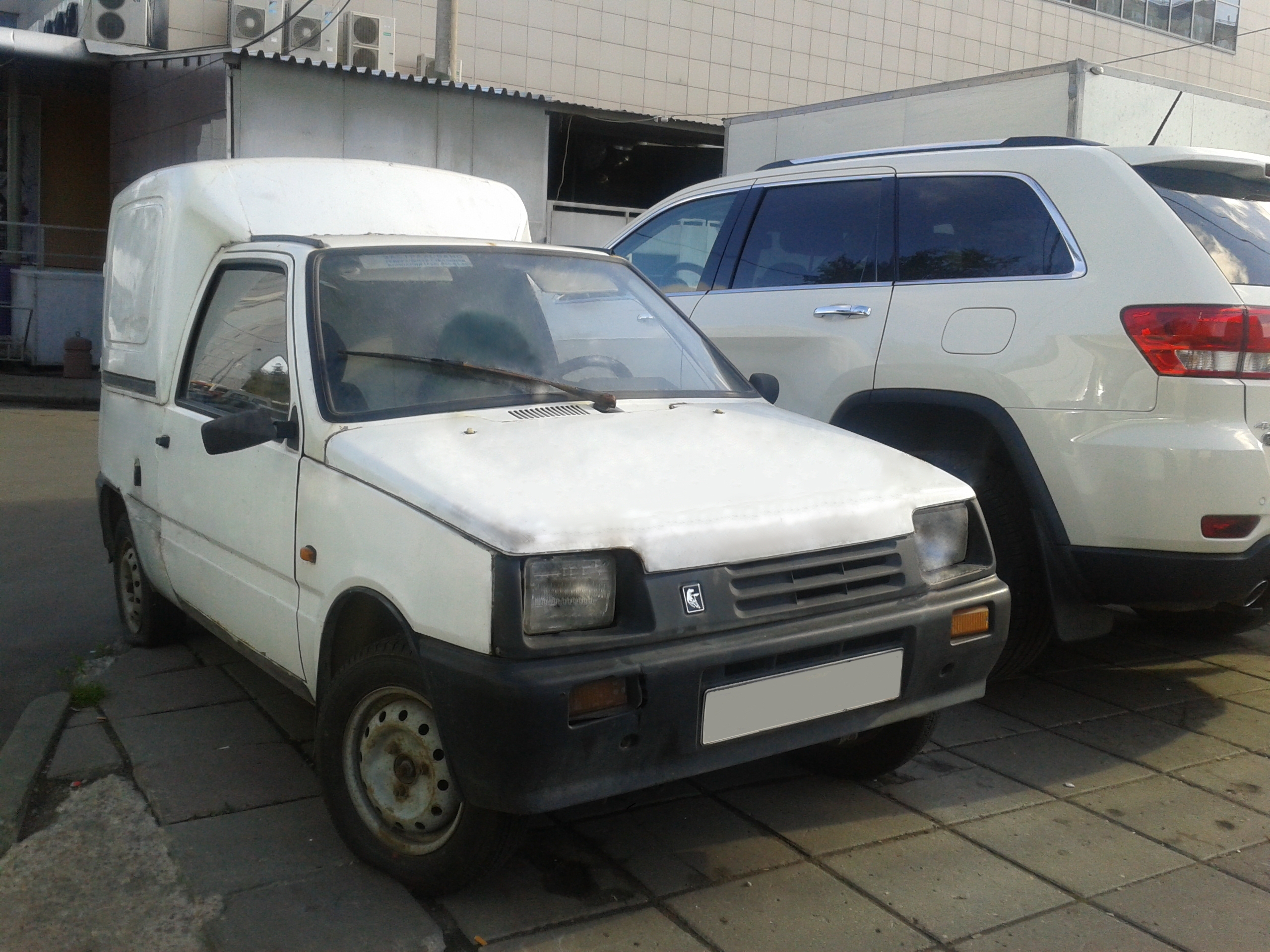
SeAZ-11116-50
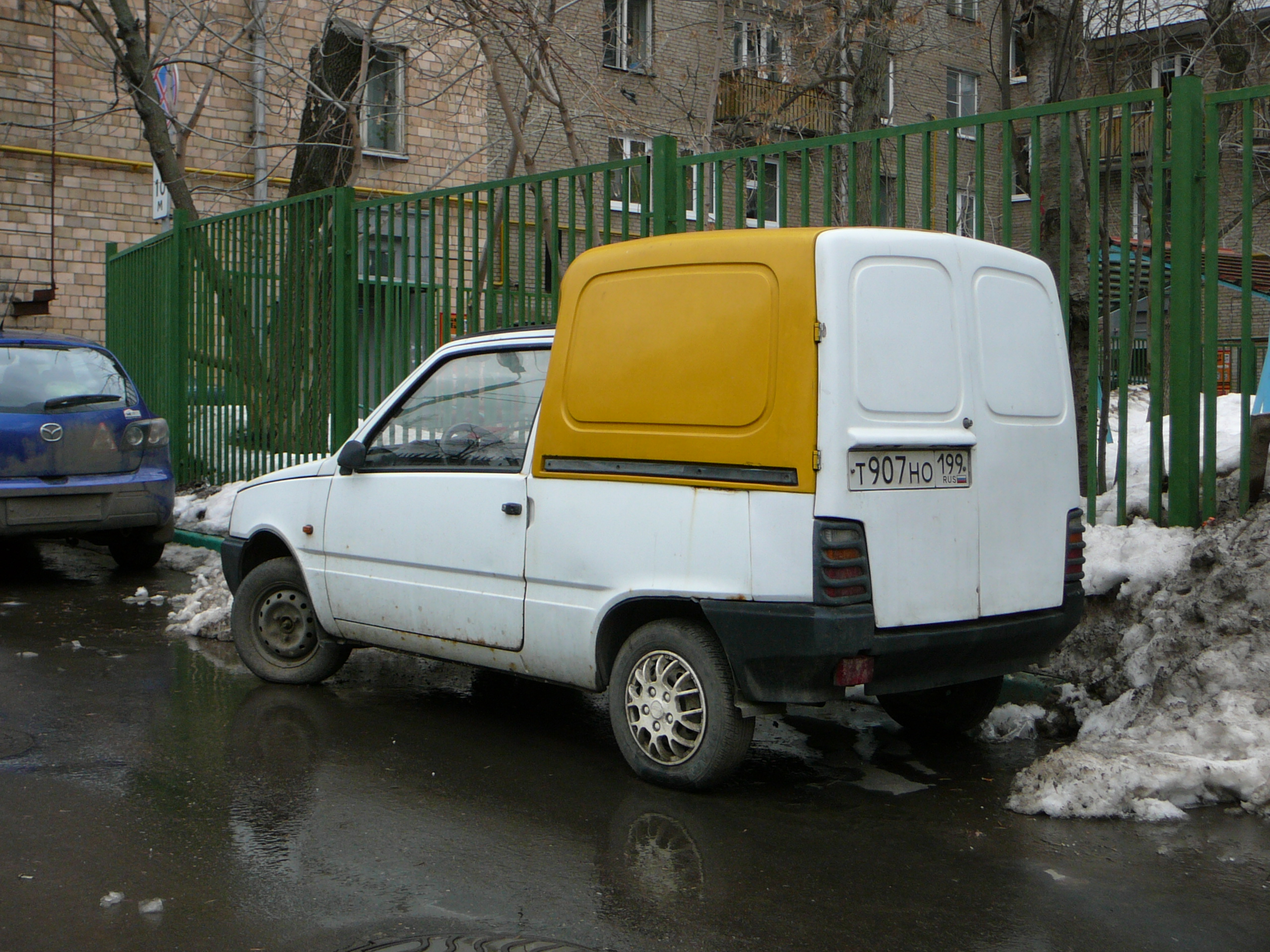
SeAZ-11116-50 (Rückseite)